# Dialetti dell'area apulo-lucana
I dialetti dell'area apulo-lucana si parlano nella zona orientale e nord-orientale della Basilicata, e rientrano nel gruppo dei dialetti meridionali intermedi; nella parte orientale vi è il dialetto materano, il quale presenta affinità con i dialetti della Puglia centrale (di sostrato iapigio-peuceta), mentre, i vernacoli della parte nord-orientale della Basilicata (Vulture-Melfese), hanno maggiore affinità con i dialetti della Daunia, detta così poiché in epoca preromana vi risiedevano i Dauni, anch'essi di ceppo iapigio.

## Dialetto materano
Il dialetto materano (u matarràsë) è parlato nella città di Matera. Rispetto al barese e al tarantino, conserva delle peculiarità specifiche nel capoluogo di provincia lucano, come la quasi totale assenza di suoni vocalici in alcuni vocaboli ed effetti di inversione vocalica rispetto all'italiano. Data la posizione di Matera a confine tra Basilicata, Terra d'Otranto e regione barese, il suo parlare risente naturalmente l’influenza dei dialetti vicini, dato che in esso vanno a fondersi tre correnti di fenomeni linguistici. Ma se ciò è vero per quanto riguarda alcune evoluzioni fonetiche speciali delle regioni vicine, ed assai più in quanto al lessico, pur tuttavia il dialetto materano appare con una fisionomia tutta sua per alcuni caratteri peculiari, che tentiamo qui di enumerare.
- Per portare un esempio, nel plur. delle voci in -one, -ore i diall. meridionali si arrestano generalmente alla forma metafonetica con u (bar. delure, fiure, melune ecc.); il materano continua evoluzione riducendo questo u ad i nella quale vocale coincidono anche i riflessi di lat. u. Ed appunto, tra gli esiti, notevolissimo mi sembra questo di u > i, che in certo modo d fa pensare ai dominii linguistici gallo-italici. Dai suddetti turbamenti poi deriva un sistema vocalico importante, con suoni, a voler riprodurre i quali si dimostra ancora una volta insufficiente la Serie dei segni alfabetici nazionali.
- Anche in questo dialetto, colpisce lo studioso la straordinaria sensibilità nel variare il colorito della vocale tonica, oltre che pel trovarsi in parossitono o in proparossitono, anche secondo la posizione in sillaba libera o in posizione.
- La metafonesi vi regna sovrana e costante, come, in generale, in tutti i dialetti del Centro e del Mezzogiorno, diventandovi un importantissimo strumento morfologico nella declinazione e nella coniugazione.
- Fra i caratteri peculiari di minore importanza ricorderò l'epentesi di u dopo una gutturale a cui segua a (g, k + u + a > g, k + a): cuène, “cane”; cuavådde “cavallo”; cuanète “cognato”; [g]uådde “gallo”, ecc.
- La continua oscillazione negli esiti e il numero grande di apparenti eccezioni trovano la loro ragion d'essere nella stratificazione della parlata stessa secondo gli strati dei parlanti. Un contadino può dire, per esempio: come chjève furte, “come piove forte!”,  ma guai se una persona civile dicesse a questo modo! Ad essa convien dire fèrte e non furte; la dote, non la dète; mågge non mèsce, ecc. Così nel dial. o coesistono esiti doppi o esiste l'esito che prevalse su l’altro, sia d’origine schiettamente popolare, sia di forma semiletteraria[3].

### Fonetica
Le condizioni vocaliche del dialetto materano sono di tipo pugliese, con alcune peculiarità come la palatalizzazione della vocale a in sillaba libera (es. fäfë - fava) e la velarizzazione della stessa in sillaba chiusa (es. stoddë - stalla), la palatalizzazione della u ed al contrario la velarizzazione della i. Altra caratteristica è l'aggiunta della u alla consonante velare k (il cane è kuénë, il cavallo è kuavòddë), ed in alcuni comuni come Miglionico, la u viene a volte aggiunta anche dietro ad altre consonanti (ad esempio figlio è fuigghië); quest'ultima caratteristica è riscontrabile anche nella zona di Melfi. Si ottengono così i seguenti effetti di inversione vocalica rispetto all'italiano:
- le «i» diventano sistematicamente «u» e viceversa («fugghië» è il figlio, «ligghië» è luglio, piglia e fuggi in materano diventa «pugghië e fiscë»).
- le «a» diventano a volte «e» («u ppénë» è il pane), a volte «o» («la mommë» è la mamma, «chiozzë» è la piazza), a seconda della posizione della vocale, come già detto.
- le «e» diventano a volte «a» («Matàrë» è Matera) ed a volte «i» («attìndë» è attento).
- le «o» diventano a volte «e» («la néttë» è la notte) ed a volte «u» («u zùppë» è lo zoppo).
- il vino è «u mëirë», con la i pronunciata quasi come una muta, come per «nzëichë» (un poco), o «përtëìsë» (buco), ed anche in parole formate da più sillabe come «Mëchëlëinë» (Michelino). Molti vocaboli hanno questa quasi totale assenza di suoni vocalici, rendendola il suono tipico della materanità. Tuttavia nella parlata dialettale più moderna il suono degli scevà interni, più arcaico, si è affievolito, così i suddetti vocaboli si pronunciano mm'ìr' , nz'ìch' , p'rt'ìs' .

Nel materano, come in tutta l'area apulo-lucana ed in genere in tutta l'Italia meridionale orientale, buona parte del sistema vocalico romanzo comune è stata successivamente alterata da una corrente linguistica che ha provocato l'apertura in è, ò delle vocali chiuse é, ó in sillaba chiusa (ovvero nelle sillabe che terminano con una consonante), e la contemporanea chiusura in é, ó delle vocali aperte è, ò in sillaba libera (ovvero nelle sillabe che terminano con la vocale stessa). Da questo fenomeno, detto isocronismo sillabico, deriva l'esempio (Avolio, 1995) per cui la frase italiana un poco di pollo, pronunciata da un napoletano un pòco di póllo in modo simile alla pronuncia standard italiana, suonerebbe in bocca, ad esempio, ad un foggiano (così come ad un materano), un póco di pòllo.
Infine, altri aspetti del materano comuni ai dialetti italiani meridionali sono la metafonesi, con le caratteristiche opposizioni tra singolare e plurale («rùssë» - rosso, e «rìssë» - rossi) e tra maschile e femminile («stùdëchë» - stupido, e «stédëchë» - stupida), e l'affievolimento delle vocali finali in un suono indistinto (indicato con ə o ë).

### Sintassi
Una caratteristica del materano simile ai dialetti della zona barese è che nel passato prossimo, l'ausiliare generalmente usato è essere anche con i verbi transitivi («sò accattètë» ho comprato, «sì mangètë» hai mangiato). Si discosta da tale regola solo la terza persona, che segue invece la stessa regola dell'italiano, cioè l'ausiliare essere con i verbi intransitivi («hì ggìtë» è andato) e avere con i transitivi («ho accattètë» ha comprato).
Inoltre, sia in luogo del verbo dovere che della forma futura si usa generalmente la locuzione avere a per le tre persone singolari: «hi ggì» ho ad andare=devo andare=andrò - «ha ggì» hai ad andare=devi andare=andrai - «ho ggì» ha ad andare=deve andare=andrà. Per le tre persone plurali, invece, si usa la locuzione essere a: «m'a ggì» (abbreviativo di simë a ggì [contratto sim'a ggì]) siamo ad andare=dobbiamo andare=andremo - «sitë a ggì (contratto sit'a ggì)» siete ad andare=dovete andare=andrete - «son'a ggì» sono ad andare=devono andare=andranno.

### Proverbi ed esclamazioni tipiche
Proverbi
- «Ci sckëitë 'ngilë 'mboccë së chegghië» («Chi sputa in cielo si coglie in faccia»)
- «Ci s'avondë silë silë na mmelë monghë në fasilë» («Chi si vanta solo solo non vale nemmeno un fagiolo»)
- «Attocchë u' ciuddë addò vaelë u' patrëinë» («Attacca l'asino dove vuole il padrone»)
- «Ci s'aechhjë saouttë, shcottë i abbaouttë» («Chi si trova sotto, schiatta»)
- «Simë rëmésë comë 'o dëië dë ligghië» («Siamo restati come il due di luglio», data della festa patronale), indica il sentimento di dispiacere e nostalgia che si prova quando ogni festa è finita.
- «Dussë u pappaouddë alla fafaouddë: timbë ho passè ma t'hi carvëttè» («Disse il tonchio alla favetta: tempo passerà ma ti bucherò»)

Esclamazioni e modi di dire
- «Mo mérië!» - letteralmente «Ora muoio!», esclamazione di fatica o dolore, richiesta di aiuto.
- «Sorta májë» - letteralmente «Sorte mia!», esclamazione di angoscia e disperazione.
- «Egghia!» - abbreviativo di mannegghia, nella forma abbreviata è un'esclamazione di stupore.
- «Gistëizzë!» - letteralmente «Giustizia!», accidenti! Abbreviativo di «Gistjëzzë tëv' à bbnì!», imprecazione che significa «Che ti venga un accidente!».
- «Mogghià'Ddëië!» - letteralmente «Non voglia Dio!», non sia mai!
- «Da lla bbënëdëichë!» - letteralmente «Dio benedica!», apprezzamento di buona salute.
- «Uammë Chrustë mëië!» - «Oh Cristo mio!».
- «La Madennë v'acchëmbògnë» - «Che la Madonna vi accompagni».
- «Stattë bbòunë» - letteralmente «Statti bene», saluto di commiato.
- «Sìgnërëì» - letteralmente «Signoria», Lei, modo di rivolgersi ai più anziani.

### Collina materana
Il dialetto materano, in quanto facente parte della zona apula della Basilicata, e sebbene con molte varianti dovute al fatto che ci si trova in un territorio di confine tra diverse zone linguistiche, ha caratteristiche simili ai dialetti parlati in alcuni comuni situati nelle aree della Murgia e della valle del Bradano circostanti la città di Matera.
In particolare, a Montescaglioso, Ginosa e Laterza ( e in misura minore anche a Bernalda e Pisticci) influenze del dialetto materano si mescolano con influenze di quello tarantino; il dialetto parlato ad Irsina invece risente sia dell'influenza materana che di quella dei più vicini comuni della Murgia barese, in particolare di Gravina in Puglia. Infine nei comuni della media collina materana che si trovano lungo lo spartiacque tra il Bradano ed il Basento, cioè Miglionico, Pomarico, Grottole, Grassano e Tricarico, c'è un insieme di elementi fonetici sia dell'area apula materana che dell'area appenninica lucana; questa similitudine è dovuta anche alla via Appia Nuova che attraversa i centri sopracitati, e che essendo stata la più importante via di comunicazione degli ultimi secoli ne ha accomunato usi, costumi e dialetti.

#### Dialetto irsinese
Il dialetto irsinese, come già detto, presenta influenze materane, gravinesi e, talvolta, anche lucane nei vocaboli. Tuttavia è una particolarità rispetto agli altri dialetti per il sistema vocalico che presenta, detto di tipo "napoletano" a causa dei vari e molteplici esiti vocalici avutisi in tale dialetto, oltre a conservare una propria peculiarità metafonetica.

### Artisti e gruppi musicali dialettali
- Tarantolati di Tricarico
- Terragnora di Matera
- Compagnia Talìa Teatro di Matera
- Gruppo Folk Matera di Matera
- Ragnatela Folk di Matera
- Pelosofolk di Irsina

## Dialetti del Vulture
L'altra zona facente parte dell'area apulo-lucana è il Vulture-Melfese e l'alto Bradano, lungo la fascia che tocca i comuni di Atella, Rionero in Vulture, Melfi, Lavello, Venosa, Genzano di Lucania, Montemilone e Palazzo San Gervasio, in provincia di Potenza. In questa zona il dialetto presenta lievi affinità con quelli delle aree di Foggia e Andria.
Nel dialetto di Melfi si fondono anche prestiti lessicali di adstrato di derivazione greca-bizantina e arbëreshë. Così come nel resto dei dialetti meridionale intermedi è presente il fenomeno dello scevà, ossia la caratteristica linguistica facente sì che le vocali finali di una parola, quando non accentate, siano mute; inoltre la u in molte parole si pronuncia iu ed in altri diversi casi con il dittongo inverso. Alcuni vocaboli sono di derivazione gallo-romanza, come ad esempio vite (presto). È inoltre presente, come in svariate altre lingue romanze, il comune fenomeno neolatino del betacismo, consistente nella consonante b che muta in v ed altre volte nella labiale sorda p.  A Venosa la vocale i accentata viene pronunciata con un suono indistinto tra e ed i, ad esempio viuléinë (violino), mentre la o, in molte parole, viene emessa con il suono di una u aperta, ad esempio munne (mondo). Come molti dialetti meridionali, la lenizione è una delle peculiarità fonologiche dei dialetti locali, che trasforma la c in g (ngaméinë = in cammino), la p in b (cambànë = campana) e la t in d (fundànë = fontana). In molti vocaboli la d viene sostituita dalla r (tipica dell'area napoletana), come Runàtë (Donato), la l dalla u, se seguita dalla c palatale, vedi sauzéizzë (salsiccia), e la geminata ll in dd (tipica dei dialetti centrali pugliesi), cangíddë (cancello).
In tutta la zona del Vulture, come nel resto dell'area apulo-lucana, vi sono numerosi termini di origine latina come cràie (domani) che deriva dalla parola cras, accattà (comprare) da accaptare, e altri di origine greca come attàne (padre) da attà.
Dialetto rionerese: variante della zona apulo-lucana, con evidenti influssi irpini ma anche foggiani. 
Nella zona dell'Alto Bradano i dialetti di Oppido Lucano e Pietragalla costituisce un'isola linguistica per la dittongazione in sillaba libera che si ha nel passaggio dal latino al dialetto. Infatti si ha: lat. calcem, it. calce, dial oppidano cauce;  lat. lectum, il letto,it. letto, dial opp. lu lliètte, ...La dittongazione è un fenomeno che non si ha nei dialetti delle comunità linguistiche confinanti: a Genzano si ha u litte, u timpe, mentre a Oppido e Pietragalla lu lliètte, lu tièmpe, in italiano il letto, il tempo.